# Ranczo Wilkowyje

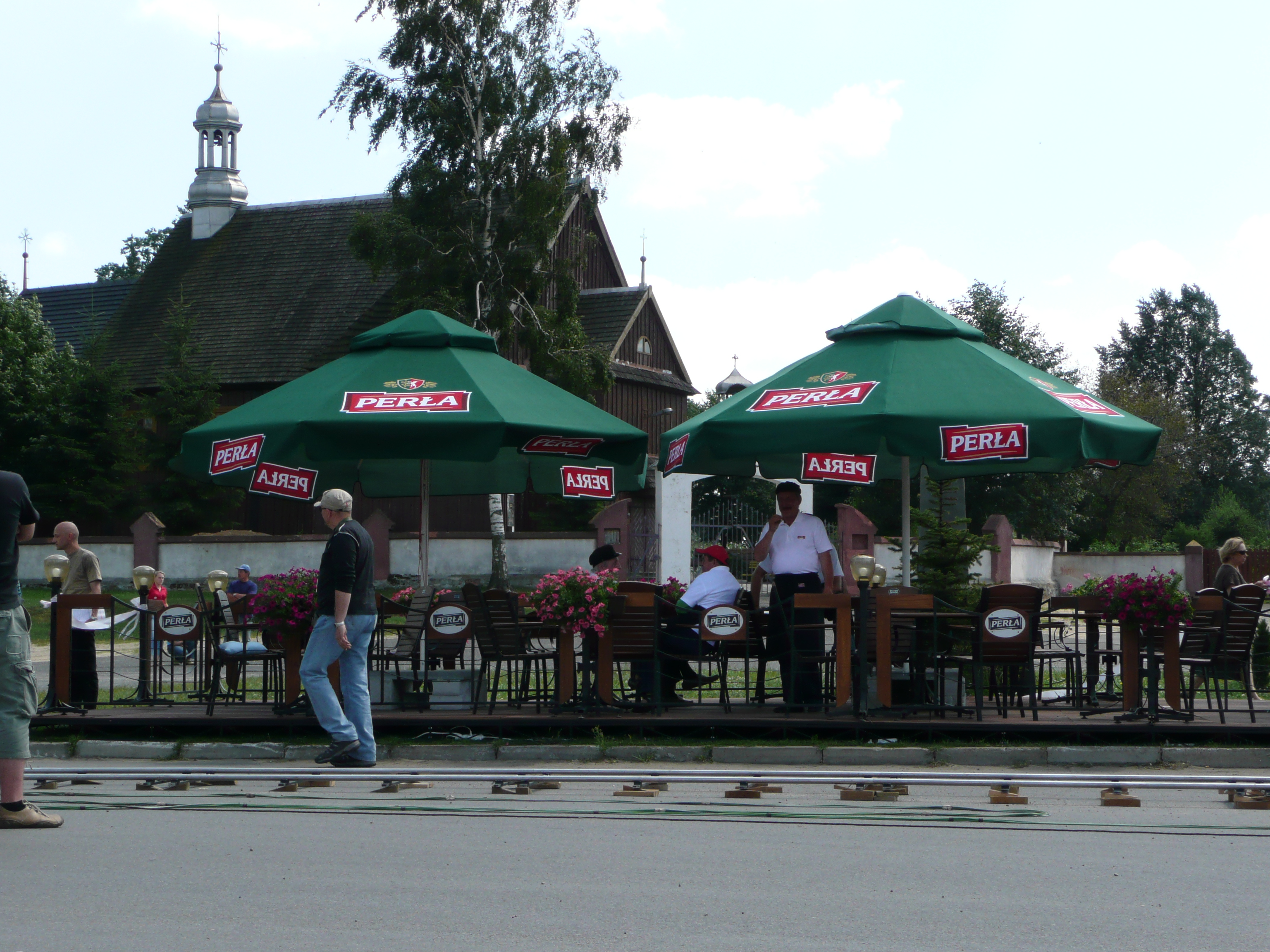
Na planie filmu. Jeruzal, lipiec 2007

Ranczo Wilkowyje – polski film fabularny z 2007 roku w reżyserii Wojciecha Adamczyka, którego fabuła nawiązuje do serialu telewizyjnego Ranczo wyprodukowanego przez TVP.
Film został nakręcony między realizacją 2. i 3. sezonu serialu Ranczo. Zawiera fabularne rozwinięcia wątków 2. sezonu serialu, ale przedstawia alternatywną wersję wydarzeń, niezależną wobec sezonu 3. Jako osobny film kinowy, prezentuje rozwiązania formalne, znacząco odbiegające od poetyki serialu, m.in. wizualizację koszmarnego snu wójta, słowne wulgaryzmy po polsku i angielsku, krótko pokazaną nagość, typowo filmowe najazdy kamery, bardziej wyrazistą muzykę, krótkie sceny gagowe czy widowiskowy pościg na furmankach z popisami kaskaderskimi.
Film był wyświetlany w kinach i został udostępniony do sprzedaży na DVD.

## Fabuła
Do małej polskiej wsi przeprowadza się Amerykanka Lucy (Ilona Ostrowska) i zamieszkuje w małym dworku. Lucy związuje się uczuciowo z Kusym (Paweł Królikowski), który jest malarzem, a poza tym niepijącym alkoholikiem. Sytuację komplikuje przybycie z Ameryki byłego męża Lucy, Louisa (Radosław Pazura). Na tym tle rozgrywają się liczne zabawne perypetie całej galerii osobliwych postaci wiejskiego światka.
Wójtowi (Cezary Żak) śni się pewnej nocy horror z powracającym Czerepachem (Artur Barciś) w roli głównej. Niedługo potem dowiaduje się o kontroli antykorupcyjnej przeprowadzonej przez Regionalną izbę obrachunkową. W dniu jej rozpoczęcia okazuje się, że kontrolerem jest miesiąc wcześniej przyjęty na to stanowisko Czerepach. Wójt wraz z Więcławskim (Grzegorz Wons) próbują przeszkodzić mu wykonanie kontroli.
Tymczasem stali bywalcy ławeczki postanawiają założyć biznes i sprzedawać na placu w Wilkowyjach piwo w kuflach. Nazywają swój pomysł „Budka z piwem”. Jednak, ponieważ po krótkim czasie są zmęczeni swoją pracą, zatrudniają w Budce nowopoznanego kolegę Klaudii, filozofa Emanuela (Grzegorz Woś).

## Informacje dodatkowe
- Okres zdjęciowy rozpoczął się 17 lipca 2007. Zdjęcia były realizowane w Latowiczu i Jeruzalu.
- Język angielski, którym głównie między sobą porozumiewali się Lucy, Kusy i Louis, został uzupełniony polskimi napisami, a gdy film był nadawany na kanałach Telewizji Polskiej również polskim lektorem, z którego po pewnym czasie zrezygnowano z powodu obecności napisów o treści dokładnie tej samej, co tekst czytany przez lektora.
- Film był zadedykowany zmarłemu aktorowi Rancza, Leonowi Niemczykowi.

## Obsada
- Ilona Ostrowska – Lucy Wilska
- Cezary Żak – 2 role: wójt Paweł Kozioł i ksiądz Piotr Kozioł
- Paweł Królikowski – Kusy
- Artur Barciś – Arkadiusz Czerepach
- Radosław Pazura – Louis
- Marta Lipińska – Michałowa
- Violetta Arlak – Halina Kozioł
- Bogdan Kalus – Tadeusz Hadziuk
- Sylwester Maciejewski – Maciej Solejuk
- Piotr Pręgowski – Patryk Pietrek
- Franciszek Pieczka – Stach Japycz
- Dorota Chotecka – Krystyna Więcławska
- Grzegorz Wons – Andrzej Więcławski
- Katarzyna Żak – Kazimiera Solejukowa
- Arkadiusz Nader – policjant Stasiek Kotecki
- Magdalena Waligórska-Lisiecka – barmanka Wioletka
- Marta Chodorowska – Klaudia Kozioł
- Piotr Ligienza – Fabian Duda
- Magdalena Kuta – księgowa Leokadia Paciorek
- Grzegorz Woś – Emanuel
- Danuta Borsuk – matka panny młodej
- Filip Bobek – doręczyciel kwiatów
- Aleksander Mikołajczak – kierowca taksówki
- Jarosław Gruda – chłop
- Ryszard Chlebuś – chłop
- Waldemar Czyszak – chłop